# Грузины в Москве
Грузинская колония — совокупность групп этнических грузин, начавших селиться в Москве в конце XVII века.

## Возникновение
Колония возникла в связи с активизацией дипломатических и культурных связей Грузии с Московским государством, а также из-за растущей угрозы грузинским суверенам со стороны Османской империи и Персии.
В 1587 году царь Кахетии Александр II первым из грузинских правителей приносит клятву верности русскому царю и просит покровительства России над своим царством. Московские цари начинают титуловаться в том числе и «государями земли Иверской».

## Рост колонии

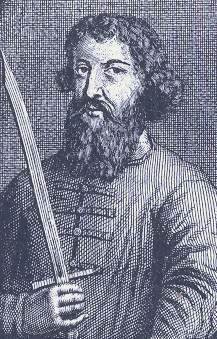
Арчил II. Один из основателей грузинской колонии в Москве

Развитие российско-грузинских отношений происходит при Петре I. В 1685 году в Москву с семьёй переезжает царь Арчил II. В правление Петра I грузинская колония в Москве увеличивается до двух тысяч человек.
После эмиграции в 1724 году царя Вахтанга VI со свитой численность колонии грузин в Москве увеличилось до трёх тысяч человек. Им отвели территорию бывшего дворцового села Воскресенского. На постройку домов император Пётр II пожаловал грузинскому царю строительные материалы и 10 тысяч рублей. В результате здесь образовалась Грузинская слобода. В самом центре поселения, у пересечения Георгиевской площади и речки Кабанихи (теперь — Зоологический переулок), была построена церковь великомученика Георгия.

## Значение колонии

### Политическое значение
Колония не всегда однозначно влияла на отношения между двумя странами: рост численности русифицированной грузинской элиты иногда не отвечал интересам грузинского дворянства, верность грузин российскому престолу часто реализовывалась за счёт интересов их исторической родины. Проживавшие в Москве грузинские князья считали правившего в Грузии Ираклия II узурпатором и плели против него интриги, что отразилось на последующем решении России о присоединении Грузии.

### Культурное значение

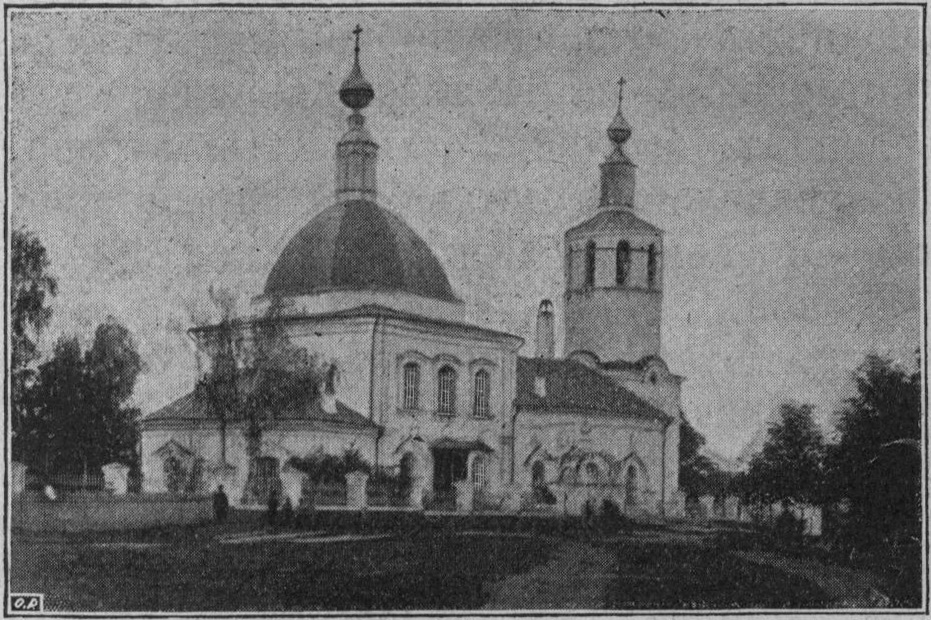
Храм Всех Святых во Всехсвятском

Здесь происходит возрождение грузинской культуры, в том числе науки и книгопечатания. В 1703 году в селе Всехсвятском была открыта грузинская типография. С прибытием в Москву царя Вахтанга активизировалась культурно-просветительную деятельность грузинских интеллектуалов. Они издавали книги, переводили с русского на грузинский язык церковно-схоластическую, историографическую, художественную, научно-техническую, военную литературу и учебники, писали оригинальные сочинения, занимались преподавательской деятельностью.

### Памятные места
- Грузинская площадь

- Большая Грузинская улица

- Малая Грузинская улица

- Грузинский переулок (Москва)

- Грузинский Вал

- Храм Всех Святых во Всехсвятском

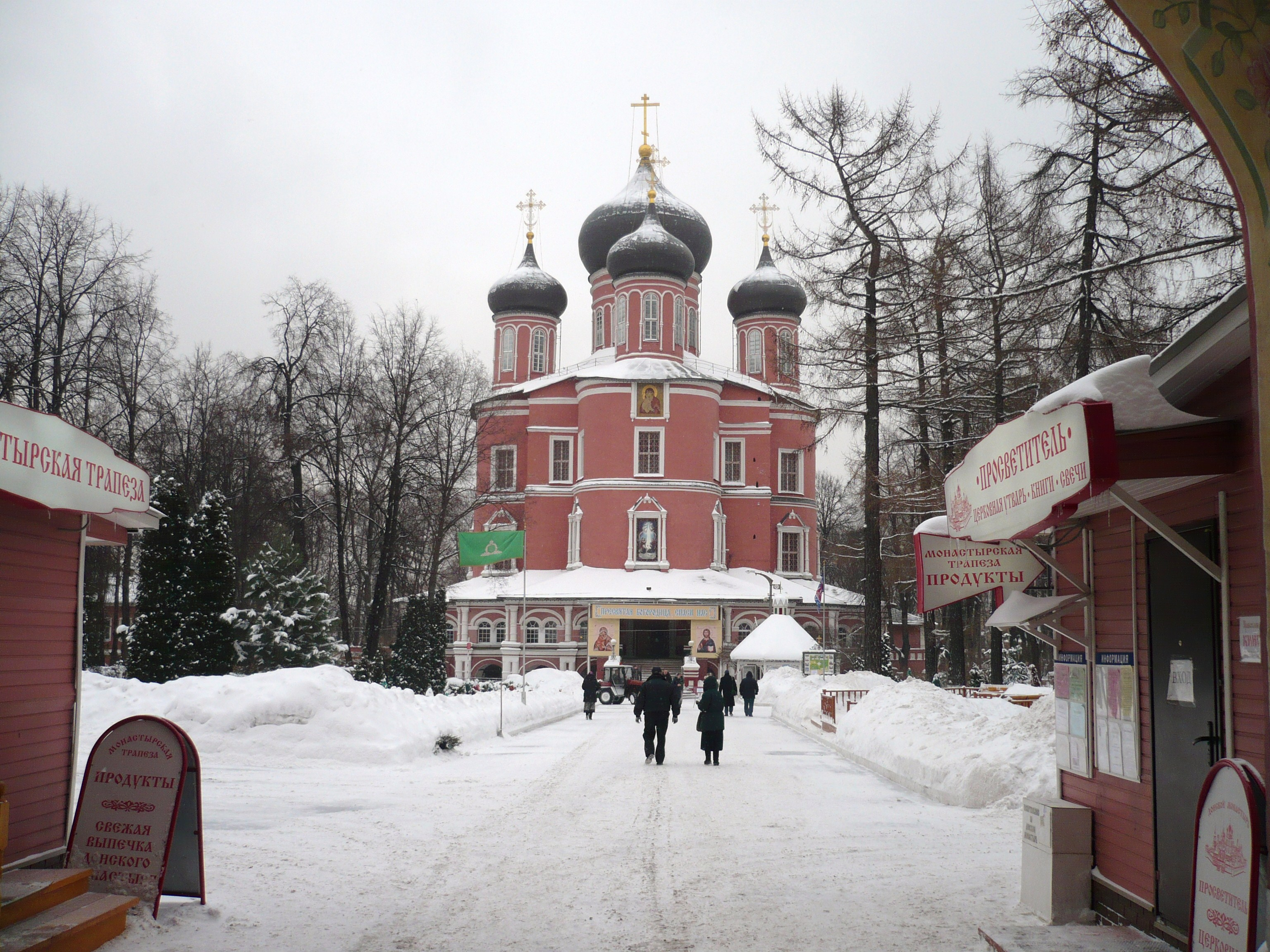
Большой собор Донской Богоматери

- Храм Великомученика Георгия Победоносца в Грузинах

- Некрополь Донского монастыря

- Красное (усадьба, Москва)

- Дружба навеки (монумент)

- Памятник Шота Руставели

- Памятник Багратиону (Москва)

- Багратион (мост)

### Дом-музей
В 1981 году в Москве в особняке начала XVIII века, сохранившемся со времени существования там грузинской колонии, по адресу Большая Грузинская улица, дом 5, строение 3, был основан филиал музея Грузии им. академика С. Н. Джанашиа — «Дом-мемориал грузинского поселения в Москве». В 1960-х годах архитектор Пётр Барановский указал на ценность этого дома как исторического памятника. 
Экспозиция музея располагалась в 7 залах на 220 кв. м. и освещала историю русско-грузинских взаимоотношений начиная с допетровских времен и заканчивая Грузинской ССР. C 1985 года директором музея являлся Джуаншер Ватейшвили. По данным 1988 года музей ежегодно посещали более 5 тыс. человек. 
Музей просуществовал до начала 1990-х годов. В 2003 году здание передано Московскому зоопарку. С августа 2017 года в этом здании Тверским отделом ЗАГС регистрируются браки.